# Албриттон, Синтия
Синтия Албриттон (англ. Cynthia Albritton; 24 мая 1947, Чикаго, Иллинойс — 21 апреля 2022, Чикаго, Иллинойс), более известная как Гипсолитейщица (англ. Plaster Caster) — американский скульптор, получившая известность созданием гипсовых слепков пенисов и грудей знаменитостей.
В 1960-е гг. она была типичной групи — девушкой, которая сопровождала рок-музыкантов во время бесконечных турне и жила с ними половой жизнью. В 1968 г. она приступила к созданию собрания слепков с эрегированных пенисов рок-музыкантов, с которыми ей доводилось встречаться. Жемчужиной её коллекции является пенис Джими Хендрикса.
Впоследствии Синтия переосмыслила предмет своего неоднозначного творчества, включив в число моделей знаменитостей из мира кино, а с 2000 г. её коллекция пополнялась слепками с бюстов известных женщин.
Скончалась 21 апреля 2022 года.

## Интересные факты
- В 1977 г. Синтия вдохновила группу Kiss на создание песни «Гипсолитейщица» (Plaster Caster), которая вошла в альбом «Love Gun».
- В комедии «Сестрички-зажигалки» две экс-групи в исполнении Голди Хоун и Сьюзан Сарандон обнаруживают сходное хобби: в порыве ностальгии они извлекают из шкатулки и разглядывают сделанные в 1960-е гг. полароидом снимки гениталий таких музыкантов, как Джим Моррисон и Джимми Пейдж.